# Cerejo
Cerejo ist eine Ortschaft und ehemalige Gemeinde im Norden Portugals.

## Verwaltung
Cerejo war Sitz einer eigenständigen Gemeinde (Freguesia) im Kreis (Concelho) von Pinhel. Im ehemaligen Gemeindegebiet leben 131 Einwohner (Stand 30. Juni 2011).
Im Zuge der administrativen Neuordnung in Portugal 2013 wurde die Gemeinde Cerejo am 29. September 2013 aufgelöst und mit der Gemeinde Ervas Tenras zur neuen Gemeinde Terras de Massueime zusammengeschlossen. Sitz der neuen Gemeinde wurde Cerejo.